# 루이 15세
루이 15세(프랑스어: Louis XV, 1710년 2월 15일~1774년 5월 10일)는 1715년 9월 1일부터 그가 죽은 1774년까지 59년 동안 프랑스와 나바라를 통치한 왕이다. 다섯 살에 왕위에 오른 루이는 자신의 열세 번째 생일 날짜인 1723년 2월 15일까지 그의 재종조부이자 이복 왕고모부 오를레앙 공 필리프가 섭정하였다. 이때 플뢰리 추기경이 재상으로 평화정책을 취하였다. 그러나, 폴란드 왕위 계승 전쟁(1733~38년), 오스트리아 왕위 계승 전쟁(1740~48년)에 휩쓸렸으며 이어서 7년 전쟁(1756~63년)에도 참여하였다. 특히 7년 전쟁에서는 해상과 인도와 미국 식민지에서 패배하여 많은 영토를 상실하였으며, 많은 비용 지출은 재정난을 초래하였다. 로렌의 병합(1766년)과 코르시카의 구입(1768년)은 그의 치세 때이다. 정치상에서는 퐁파두르 후작 부인과 뒤바리 백작 부인 등의 충동으로 인하여 실패가 많았고, 계몽사상에 의해 비판을 받았다. 부르봉 왕조의 절대주의 해체의 조짐을 보이기 시작한 시기이다.
갑작스럽게 죽은 대부분의 왕족보다 오래 살아남은 그는 나라를 통치하기 시작하면서 인자한 행동으로 명성을 얻어 “친애왕” (le Bien-Aimé)이라는 칭호를 얻었다. 그러나 세월이 흐르면서 백성이 그의 결핍된 도덕성과 프랑스와 군주 정치를 효과적으로 개선하지 못한 점 그리고 외교 정책의 실패를 지각하면서 그에 대한 애정이 식자, 결국 그는 프랑스의 인기 없는 왕들 가운데 한 사람으로 낙인 찍혔다.
역사학자들은 전통적으로 루이 15세를 무자비한 사람으로 여기고 있지만, 최근의 연구에서는 그가 실제로는 매우 지적이며 러시아를 제외한 유럽에서 가장 큰 영토를 통치하는 과업에 일신을 바쳤다는 주장도 나오고 있다. 그가 통치기간 내내 나쁜 결과만 가져온 이유는 전제군주라는 가면 뒤에 숨겨진 그의 뿌리 깊은 소심함과 문제를 앞당겨 혼란만 가중시키는 인식 때문이었다고 봐도 무방하다.
여러 가지 면에서 루이 15세는 19세기 낭만주의의 “부르주아적 통치자들”의 형상을 미리 나타낸 인물이었다. 선왕이자 증조부인 루이 14세가 강력한 군주로서의 역할을 충실히 이행했던 데 반해, 루이 15세는 사실상 화려한 겉치레와 궁정 의례에는 전혀 관심을 두지 않고 사생활에만 몰두하였다.
어린 나이에 일찍 어머니를 여의어 위안을 주는 어머니 같은 존재를 갈망했던 그는 자신과 깊은 교제를 나눌 수 있을 정도로 믿음직한 여자를 찾고자 1745년 이후 많은 여인을 가까이하여 나라 살림을 소홀히 하고 나라 재정에 큰 손실을 냈으며, 이로 인해 국민들로부터 많은 비난을 받았다.

## 어린 시절

### 탄생
루이 15세는 증조부인 루이 14세의 통치기간인 1710년 2월 15일에 베르사유 궁전에서 태어났다. 부르고뉴 공작 루이와 그의 아내 사보이의 마리 아델라이드 사이에서 두 번째로 유아기를 무사히 보낸 아들로 태어났으며, 어린 나이의 계승자가 관례적으로 받는 직위인 “앙주 공작”이 되었다. 게다가 그는 왕세자(도팽)의 손자인 “피스 드 프랑스”이기도 했다.
루이 14세의 유일한 적자인 그랑 도팽 루이(1661-1711)와 그의 아내인 마리아 아나 폰 바이에른 선제후녀 사이에는 부르고뉴 공작 도팽 루이(1682-1712. 루이 15세의 아버지), 앙주 공 필리프(1683-1746. 생애중 1700-1724기간은 스페인의 펠리페 5세로서 재위), 베리 공 샤를(1686-1714)등 세 아들이 있었다.

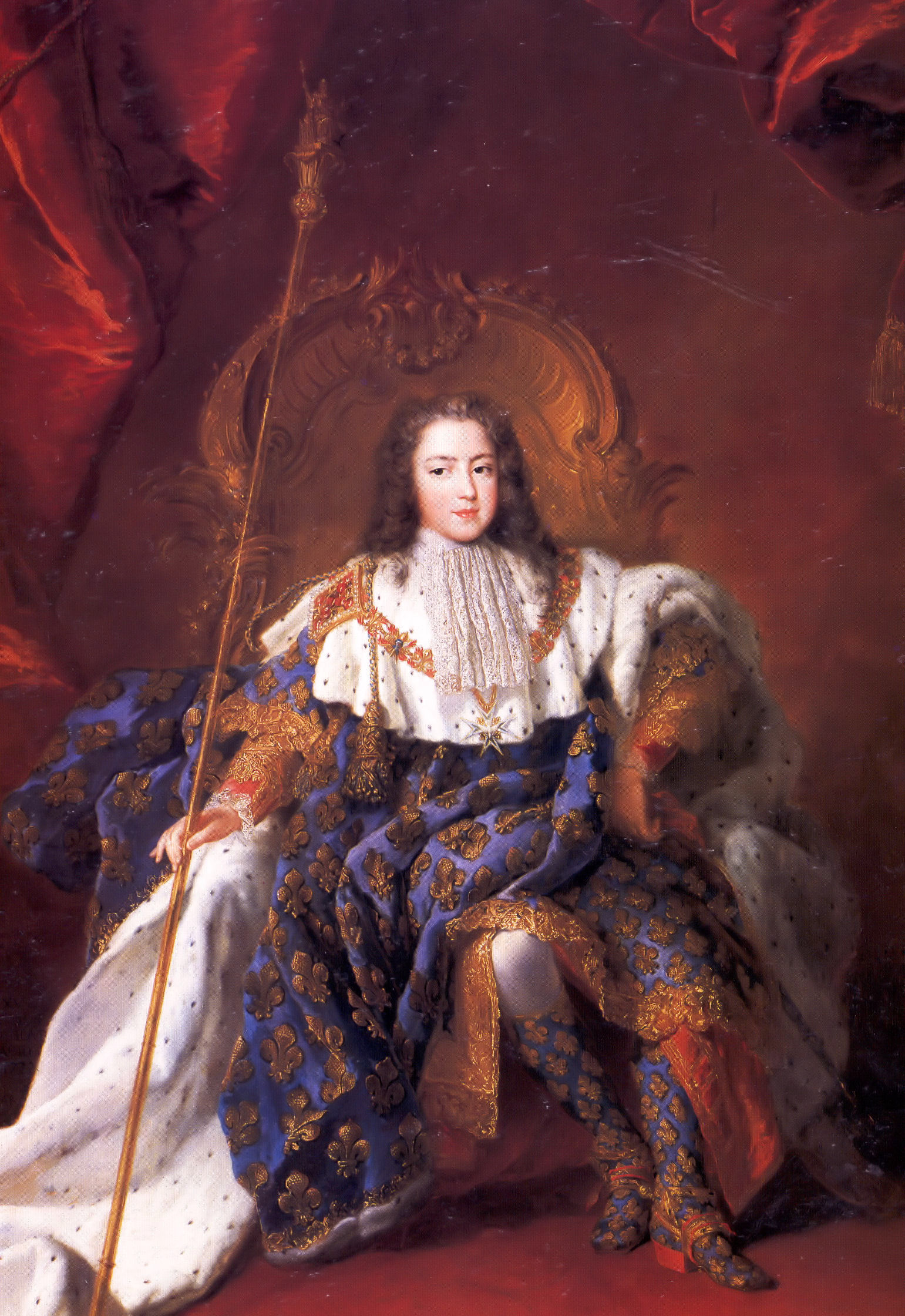
10대 시절의 루이 15세, 알렉시 시몬느 벨

루이의 어머니 마리 아델라이드 드 사부아 왕녀는 사보이 공작 비토리오 아메데오 2세와 오를레앙의 안나 마리아의 장녀이다. 루이와 마리 아델라이드는 1697년 토리노 조약에 의해 약혼하였으며, 1697년 12월 7일에 결혼하였다. 당시 왕실 간 결혼에서는 드물게 두 사람은 서로 진심으로 사랑하였으며, 귀족들 뿐만 아니라 왕족들 사이에서조차 입에 오르내릴 정도로 행복한 부부 생활을 하였다. 루이 14세는 활발하고 젊은 여자였던 마리 아델라이드를 처음부터 몹시 귀여워하였다. 그녀의 젊음과 활기는 늙은 왕의 궁정에 활력을 불어 넣어 다시 젊어지게 하였다. 그 결과, 그녀는 베르사유의 인기거리가 되었다.

### 유년기와 비극적인 죽음들
회춘한 부르봉 왕조에는 당시 왕위 계승자가 3대에 걸쳐 여섯 명이나 있었기 때문에(아들 하나, 손자 셋, 증손자 둘) 혈통의 장래가 안전한 것처럼 보였다. 1704년에 부르고뉴 공작의 첫 아들이 탄생하자 루이 14세는 자신이 아직 건강하고 스스로 통치할 능력이 있을 때에 증손자가 생긴 프랑스 역사상 최초의 왕이라고 외치며 기뻐했을 때가 가장 행복했던 시기였다.
그러나 왕실의 외양과 미래를 극적으로 바꾸는 뜻밖의 사건이 일어났다. 1700년, 루이의 숙부인 앙주 공 필리프가 스페인의 공주이자 루이 14세의 아내인 오스트리아의 마리 테레즈의 요구에 따라 왕관을 물려받아 스페인의 펠리페 5세가 된 것이다. 펠리페 5세가 즉위하자 루이 14세는 프랑스 왕좌에 대한 그의 권리를 비준하였는데, 이것은 상속에 대한 프랑스의 구체제 헌법에 준거한 법률의 문제로서 바꾸거나 삭제할 수 없었다. 프랑스-스페인 연합이 일부 확정되면서, 프랑스-스페인에 대해 온 유럽이 두려워하거나 지나칠 정도로 우호적인 견지를 취한 결과 스페인 왕위계승전쟁이 발발하였다. 전쟁의 방향은 프랑스 쪽이 불리하게 흘러가기 시작했으며, 펠리페 5세가 스페인의 왕좌에 앉아있는 한 평화는 멀어보였다. 1711년-1712년 사건 때문에 형세는 더욱 나빠졌다.
1711년 4월, 도팽 루이가 갑작스럽게 세상을 떠나자 부르고뉴 공작이 새 도팽이 되었다. 루이 14세와 펠리페 5세는 불안하긴 했지만, 부르고뉴 공작의 두 아들, 즉 둘째 브르타뉴 공작 루이와 세째 아들로 훗날의 루이 15세가 아직 살아 있었기 때문에 그렇게 큰 걱정은 하지 않았다. 그로부터 1년 후에 상황이 급변하는데, 마리 아델라이드가 천연두(또는 홍역)에 걸려 1712년 2월 12일에 세상을 떠나자 늙은 왕은 망연자실하였다. 그녀의 남편은 아내가 병을 앓는 동안 줄곧 그녀의 옆을 지켰으며, 아내가 죽자 비탄에 잠겼다. 그리고 주간이 끝나기 전에 그 역시 아내와 같은 병에 걸렸다. 부르고뉴 공이 죽은 지 일주일 만에 두 아들 또한 감염되었음이 확인되었다. 맏이인 브르타뉴 공작 루이는 계속적으로 사혈 치료를 하며 애를 썼지만 결국 1712년 3월 8일에 죽었다. 그의 동생 앙주 공작은 형제의 가정교사 마담 드 방타두르가 어떠한 사혈 치료도 강력하게 반대하였으며, 병에 시달리는 그를 직접 간호하였다. 슬픈 사망은 계속해서 일어났다. 1714년에는 그랑 도팽의 막내아들 베리 공작이 사냥하던 도중에 사고를 당해 후사도 남기지 못하고 죽었다.
이리하여 루이 14세는 겨우 3년 만에 연달아 네 명의 후계자를 잃어버렸다. 이제 왕조의 운명과 유럽의 평화는 네 살밖에 안된 어린 아이의 생존 여부에 달렸었다. 루이 15세는 어린 시절부터 철저한 감시와 보호를 받았으며, 그 때문에 자신의 어깨에 짊어진 무거운 짐을 매우 잘 인식하고 있었다. 더욱이 당시 그에게는 형제·자매도, 적출인 숙부(마드리드에 있었으며 그와 결코 만난 적이 없었든 펠리페 5세는 제외)나 고모, 친사촌(마찬가지로 마드리드에 있었던 사촌들은 제외)도 없는 고아였기 때문에 평생 의리나 의무를 나눌 만한 사람이 아무도 없었다. 이러한 가정 환경은 루이 15세의 인격 형성에 많은 영향을 끼쳤다.

## 오를레앙 공의 섭정 정치
루이 15세가 나랏일을 하기에는 아직 나이가 어렸기 때문에 루이 14세의 조카이자 사위이며, 루이15세의 재종조부이자 왕고모부인 오를레앙 공 필리프 2세가 1723년까지 섭정을 맡아 프랑스를 통치하였다. 루이 14세는 섭정의 전횡을 우려해 그의 서자인 멘 공과 툴루즈 백작에게 권력을 분산시키는 유언을 남겼지만, 오를레앙 공은 고등법원(Parlement)의 도움으로 그 유언을 무효화시켰다. 오를레앙 공은 그 대가로 고등법원의 간주권을 다시 회복시켜 주었다. 그의 이러한 처사는 루이 14세 하에서 억압받았던 고등법원의 권리를 강화시키는 결과를 가져왔다. 게다가 그는 국왕참사회의 의견을 각별히 존중함으로써 귀족들의 권력도 다시 회복시켜 주었다. 그뿐만이 아니었다. 그는 루이 14세가 탄압한 얀센주의자들을 해방시켰으며, 외교적으로 프랑스와 적대관계였던 오스트리아와도 화해하였다. 한마디로 그의 정치는 루이 14세에 대한 반동의 정치였다고 할 수 있다.
오를레앙 공과 자유롭게 강력해진 귀족들은 그 시대를 방탕과 스캔들로 물들였다. 16세기 이래 확립된 귀족들의 우아하고 세련된 양식은 그 시대에 향락과 방탕에 젖어 도덕적 타락의 길로 들어섰다. 환락을 즐기는 오를레앙 공은 100여 명의 애첩을 두었고 궁정에는 추잡한 정사 사건이 연이어 일어났다. 이러는 동안 왕권은 크게 실추되었다.

## 전쟁과 외교 정책
성년이 되어 국사를 맡게 된 루이 15세는 추기경 플뢰리에게 모든 정책을 위임하였다. 그리고 1725년 8월 15일에 왕위에서 물러난 폴란드의 스타니슬라스 레슈친스키의 딸 마리 레슈친스카 공주와 결혼했다.

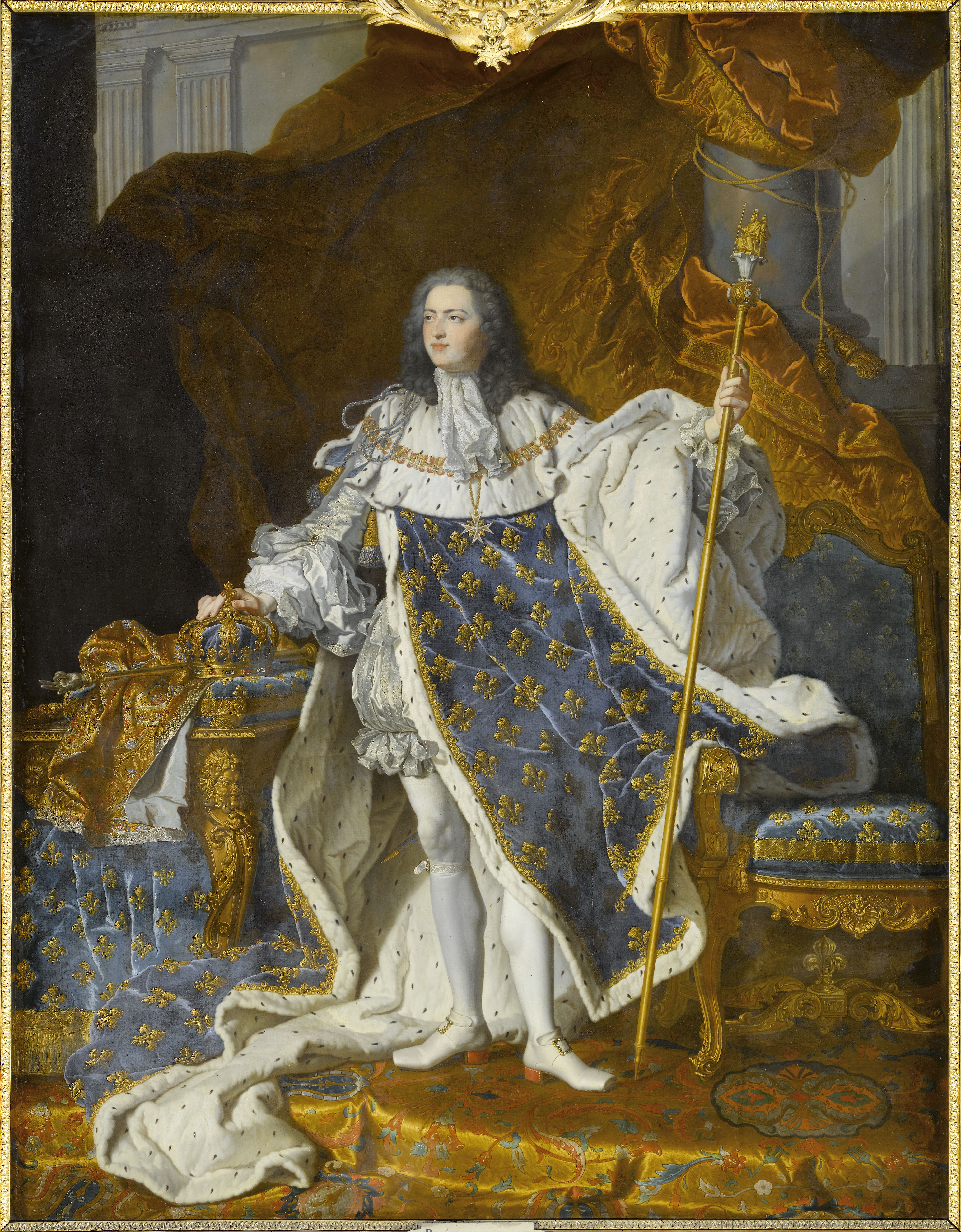
이아생트 리고가 그린 루이 15세의 초상화, 1742년

플뢰리는 즉각 오를레앙 공을 제거하고 중상주의 정책을 채택해 프랑스의 경제를 부흥시켰다. 플뢰리는 영토 확장에도 주력해 폴란드와 러시아 사이의 분쟁에 개입하여 로렌 지방을 확보하였다(1766년). 1733년 폴란드의 왕, 아우구스트 2세가 사망하자 러시아와 오스트리아는 작센 선제후를, 프랑스는 왕비의 아버지인 스타니슬라스 레친스키를 새 왕의 후보로 지원하였다. 이러한 분쟁(폴란드 왕위 계승 전쟁, 1733~38년)은 빈 조약으로 마무리되었다(1738년). 그 조약에 의해 마리아 테레지아와 로렌 공 프랑수아의 결혼이 성립되었고 로렌 지방이 프랑스의 영토로 편입되었다.
이러한 외교적 성공에도 불구하고 플뢰리는 이후 또다른 대외 전쟁에 휘말려들게 되었고 그로 인해 국민들의 신임도 상실하였다. 그것은 바로 오스트리아 왕위 계승 전쟁(1740~48년)이었다. 1740년 신성 로마 제국의 카를 6세가 사망하면서 제위 계승 문제가 부각되었다. 황제는 자신의 딸 마리아 테레지아에게 제위와 영토를 상속하고 싶어 생전에 이미 국사칙령을 선포하고 제후들의 동의를 얻어둔 터였다. 국사칙령은 여성의 왕위 계승을 금지하는 전통적인 게르만 법에 반하여 마리아 테레지아의 제위 상속을 규정한 것이었다. 하지만 실제로 카를 6세가 서거하고 마리아 테레지아가 그 뒤를 계승하자 제후들은 그 칙령을 인정하려 하지 않았다. 특히 프로이센은 칙령을 무시하고 실레지아를 점령하였다. 오스트리아는 영국의 지원을 받아 프로이센에 저항하였고 이에 프랑스와 에스파냐가 프로이센을 지지하면서 전쟁이 발발하였다. 전쟁은 오스트리아와 영국의 승리로 끝났고, 1748년 엑스 라 샤펠 조약이 체결되었다. 이 조약에 의해 마리아 테레지아의 제위가 인정되었고 프로이센은 패전국이었음에도 불구하고 실레지아 지방을 그대로 보유하였다. 정작 아무것도 얻지 못한 것은 프랑스였다. 프랑스의 패전으로 인해 여론이 극도로 악화되었다. 특히 정부가 전쟁으로 인한 재정적 손실을 ‘5퍼센트세’를 신설해 해결하려고 하자 국민들의 불만이 더욱 증가하였다. 결국 5퍼센트세는 고등법원의 반대에 부딪혀 실시되지 못하였다.

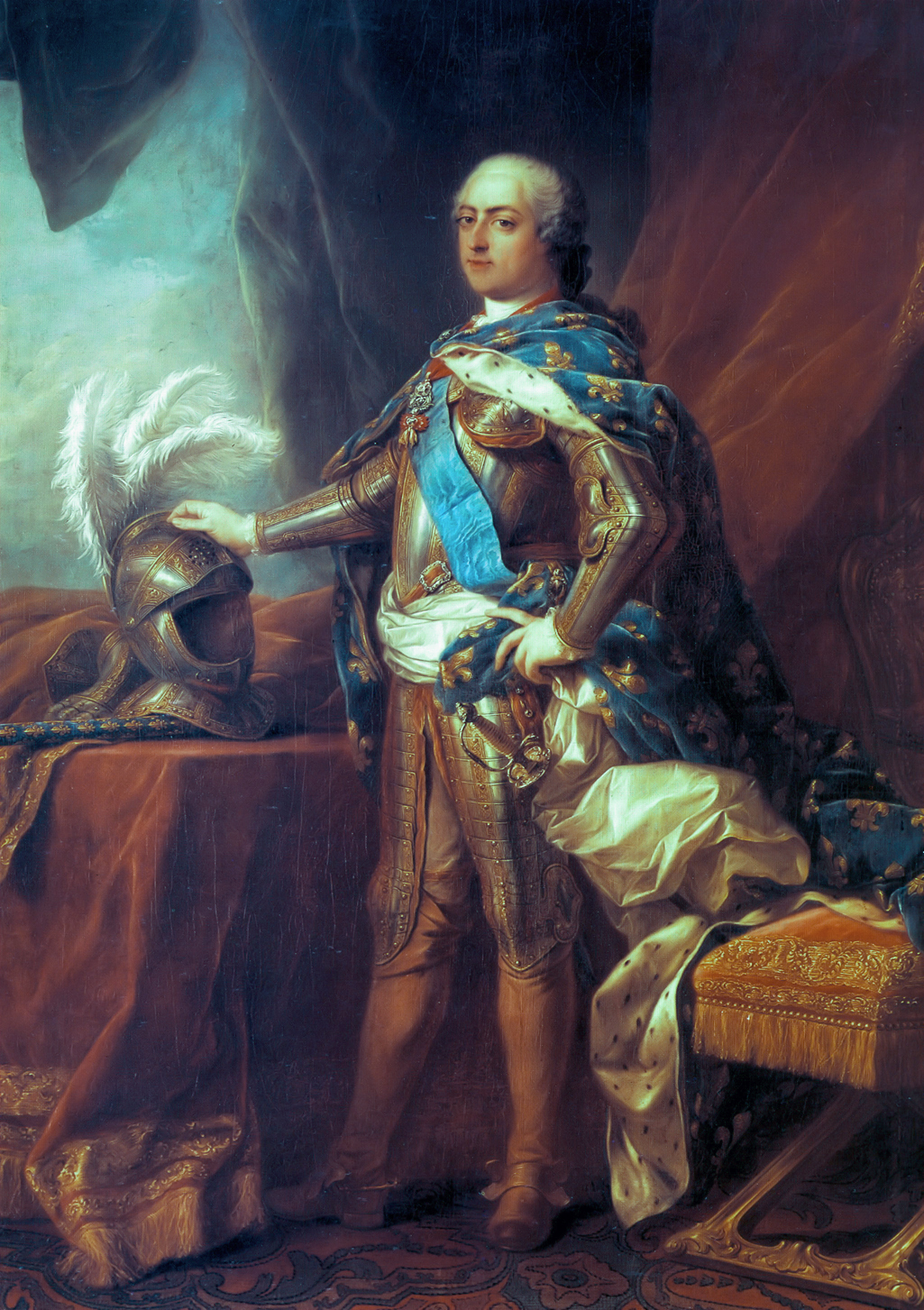
갑옷을 입은 루이 15세

오스트리아 왕위계승전쟁은 유럽만이 아니라 해외 식민지에까지 확대되어 프랑스의 식민 정책에 치명적인 결과를 안겨주었다. 프랑스와 영국의 식민지 경쟁은 17세기 이래 계속되어온 것이었다. 서인도 제도에서는 영국령의 자메이카와 프랑스령의 산토도밍고, 북아메리카에서는 대서양 연안에 자리 잡은 영국과 루이지애나에 자리 잡은 프랑스가 대립하고 있었으며, 인도에서는 프랑스의 동인도회사와 영국의 동인도회사가 각각 경쟁하고 있었다. 그러나 오스트리아 왕위계승전쟁과 이후 7년 전쟁을 계기로 프랑스는 해외 식민지 경쟁에서 영국에 대한 우위권을 완전히 상실하였다.
오스트리아 계승전쟁에서 실레지아를 획득한 프로이센은 프리드리히 2세하에서 점차 강력해졌다. 프로이센의 세력 확대는 프랑스를 불안하게 만들었다. 결국 프랑스는 200년간 외교적 숙적이었던 오스트리아와 화해하여 프로이센을 견제하려 하였다. 오스트리아 역시 실레지아 지방을 회복하기 위해 프로이센을 침략할 기회를 노리고 있던 터라 화해는 쉽게 이루어졌다. 프랑스는 오스트리아 외에도 러시아를 끌어들여 프로이센에 대항하였고 이에 프로이센은 영국의 지지를 얻어 맞섰다. 전쟁은 7년 동안 계속되었기 때문에 흔히 7년 전쟁으로 불린다. 이 전쟁은 실레지아 영유권 때문에 일어났지만 전 유럽 국가들이 개입하였고, 지역적으로도 해외에까지 확대되어 프랑스와 영국의 식민지 쟁탈전의 양상까지 띠었다. 그러나 이번 전쟁에서도 프랑스는 패배하였다. 프랑스는 1763년 파리 조약에 의해 캐나다의 왼쪽은 영국에게, 오른쪽은 에스파냐에게 양도하였다. 이로 인해 영국은 북아메리카와 인도에서 압도적인 우위를 장악하였다. 프랑스에게 그나마 다행인 것은 설탕산지인 서인도 제도를 계속 보유한 점인데 국내의 여론이 어느 정도 진정될 수 있었던 것도 그 때문이었다. 아무튼 7년 전쟁에 의해 프로이센은 유럽의 강국으로 급격히 부상했고 영국은 세계 제국으로서의 지위를 확보한 반면 프랑스는 루이 14세 시대의 영광을 상실하였다.

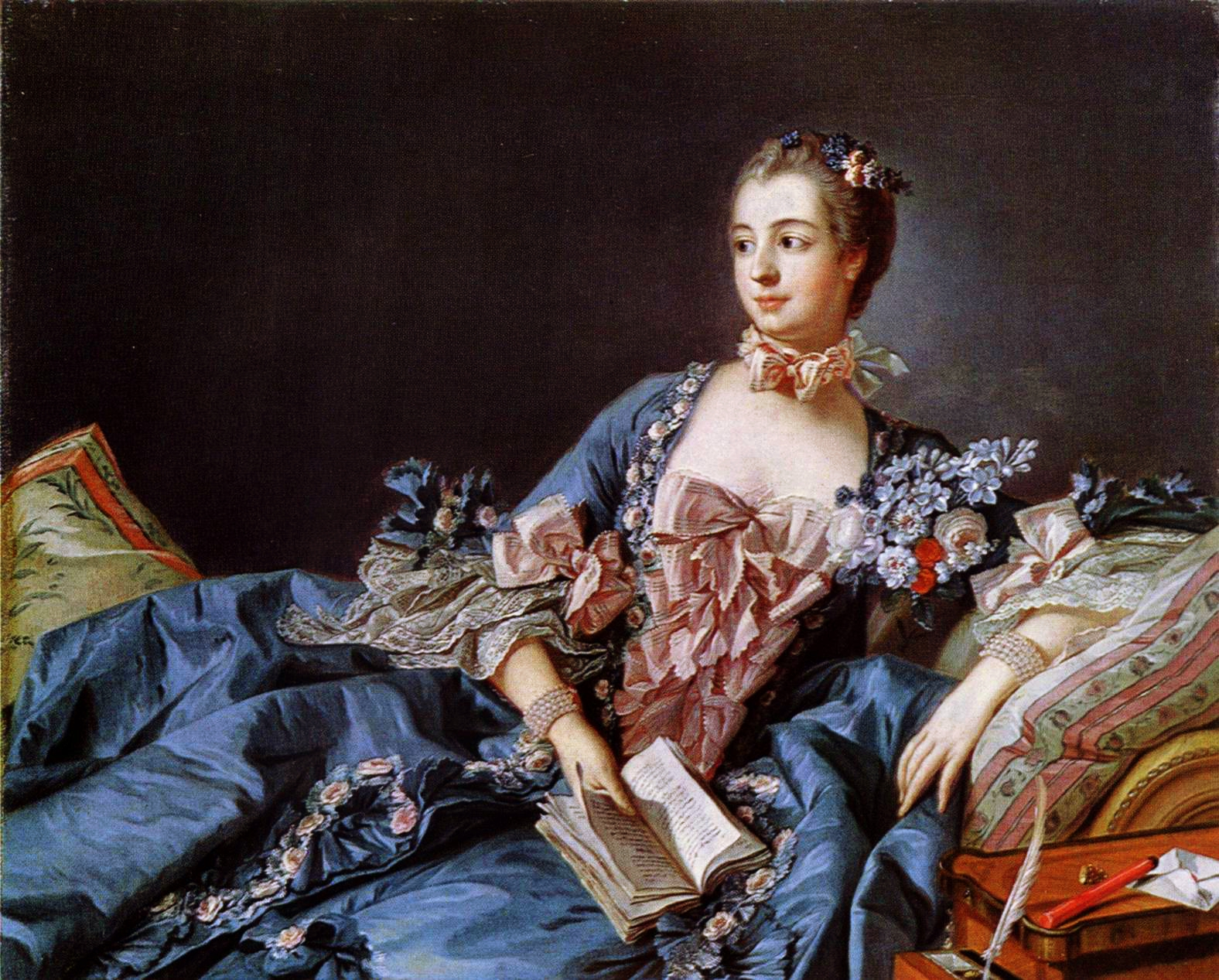
퐁파두르 후작부인

루이 15세의 전적인 신임을 받았던 플뢰리가 오스트리아 왕위계승전쟁 중인 1743년에 사망하자 루이 15세가 친정(親政)을 시작하였다. 그러나 1745년부터 그의 애첩인 퐁파두르 후작 부인이 그녀가 사망한 1764년까지 실제로 궁정의 대소사를 좌우했다. 퐁파두르 부인은 20여 년 동안 프랑스 정치를 좌우했다. 그녀는 계몽주의 사상가들을 후원하였고 정부 고관의 임명에 결정적인 영향력을 행사하였다. 쇼아죌이 총리대신으로 임명된 것도 그녀의 덕분이었다. 쇼아죌은 외교적으로는 파리 조약에서 프랑스의 이익을 지켜내기 위해 최선을 다했으며 국내적으로는 예수회를 억압하고 얀센주의자와 국교회주의자, 계몽주의자들을 적극적으로 지원하였다. 그러나 그는 고등법원이 일으키는 각종 정치적 혼란과 왕권에 대한 도전을 해결하지 못하고 1770년 해임되었다.

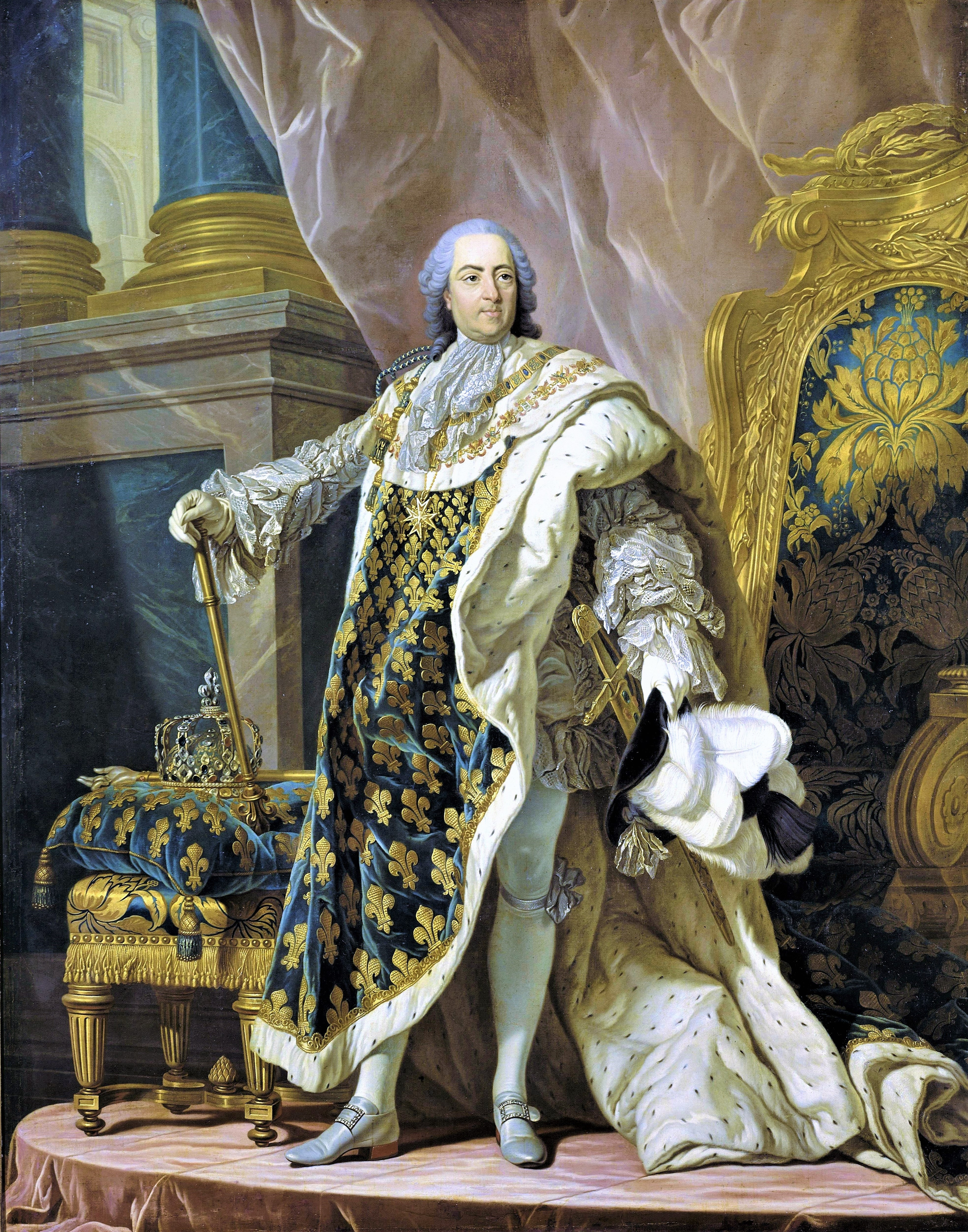
대관식 복장을 입은 성년 루이15세

## 사법 개혁
루이 15세는 쇼아죌을 해임시킨 후 대법관 모푸를 중심으로 고등법원에 대한 대대적인 사법 개혁에 착수하였다. 모푸는 1771년 2월 칙령을 발표하여 파리 고등법원의 재판 관할 구역을 6개의 신설 법원으로 분할시켰으며, 고등법원의 법관들도 국왕이 임명하도록 하였다. 그러나 재정 문제가 점점 약화되면서 모푸의 인기가 하락하였고, 그 결과 그의 사법 개혁도 실패하였다. 그 와중에 퐁파두르 후작 부인 외에 루이 15세의 또다른 애첩인 뒤바리 백작 부인이 나타나면서 국민들의 원성은 날로 커졌다. 궁정의 사치와 계속되는 전쟁 때문에 재정이 더욱 악화되었고 새로운 과세안이나 증세는 고등법원의 반대로 번번이 실패하였다.

## 루이 15세 강도 상해 사건
1757년 1월 겨울 루이15세는 자신이 거주하는 베르사유 궁전을 떠나 트리아농으로 돌아가던 중 마차에 타는 사이에 직장이 없는 무직자 로베르 프랑수아 다미앵이 과도로 프랑스 왕실 헌병대(군인경찰) 보는 앞에서 상해를 입혔으나 다행히 생명을 건졌으며 다미앵은 현장에서 프랑스 왕실 근위병 헌병(군인경찰)들에게 바로 붙잡혀 파리로 압송되었다. 피의자 다미앵은 파리 왕실 육군 헌병대에 심문 과정에서 백성들에게 해준 게 없고 국왕에게 개인적인 원한 역시 전혀 없다고 진술하였다. 다미앵의 진술을 사실로 보고 단독범행으로 결론을 내린 프랑스 파리 지방검찰청은 다미앵을 기소하여 루이 15세를 살해하려 한 혐의는 국가 지도자를 살해하려 한 죄에 해당하여 엄중 처벌에 처한다라는 이유로 로베르 프랑수아 다미앵에게 사형을 선고하였다. 다미앵의 국선변호인은 처형이 지나치게 잔혹하다며 선처를 주장했지만 국왕(명목상 국가지도자)을 살해하려는 자에게는 관용이 없어야 한다라는 의견이 받아들여져 사형 집행이 허가되었다.
노트르담 대성당 정문 앞에서 사형수 다미앵은 알몸 차림으로 말 4마리에 연결된 밧줄에 묶여 능지 처참으로 공개처형을 당한다.손 발 몸 다리 등은 절단되어 불태워 없어지고 그 재는 바람에 날려 없어지게 되었다.

## 말년
1768년 루이 15세 왕비인 마리 레슈친스카가 병사 하였고 부인이 죽자 그는 혼자 지내는 생활을 하게 되어 우울증과 공황장애까지 정신질환에 시달리게 되었다. 1774년 5월 10일, 루이 15세는 천연두에 걸려, 건강을 회복하지 못한 채 64살로 사망하자 그의 손자 루이 16세가 즉위했다. 아무도 루이15세의 죽음을 애도하지 않았다고 한다. 유해는 생드니 대성당에 안치 되었다.

## 가족 관계

### 자녀
| 사진 | 이름             | 생일            | 사망                   | 기타                                                              |
| ---- | ---------------- | --------------- | ---------------------- | ----------------------------------------------------------------- |
|      | 루이즈엘리자베트 | 1727년 8월 14일 | 1759년 12월 6일(32세)  | 파르마 공작 필리포와 결혼. 슬하 1남 2녀.                          |
|      | 앙리에트         | 1727년 8월 14일 | 1752년 2월 10일(24세)  | 미혼.                                                             |
|      | 루이즈           | 1728년 7월 28일 | 1733년 2월 19일(4세)   | 요절.                                                             |
|      | 루이 페르디낭    | 1729년 9월 4일  | 1765년 12월 20일(36세) | 왕세자. 후임 프랑스 국왕 루이 16세, 루이 18세, 샤를 10세의 아버지 |
|      | 필리프           | 1730년 8월 30일 | 1733년 4월 7일(2세)    | 앙주 공작. 요절                                                   |
|      | 아델라이드       | 1732년 3월 23일 | 1800년 2월 27일(67세)  | 미혼.                                                             |
|      | 빅투아르         | 1733년 5월 11일 | 1799년 6월 7일(66세)   | 미혼.                                                             |
|      | 소피             | 1734년 7월 17일 | 1782년 3월 3일(47세)   | 미혼.                                                             |
|      | 테레즈           | 1736년 5월 16일 | 1744년 9월 28일(8세)   | 요절.                                                             |
|      | 루이즈 마리      | 1737년 7월 15일 | 1787년 12월 23일(50세) | 수녀가 됨.                                                        |

### 애첩
- 마이 부인
- 뱅티미유 부인
- 샤토루 공작 부인
- 퐁파두르 후작 부인
- 뒤바리 백작 부인

## 같이 보기
- 프랑스의 군주
- 나바라 왕국
- 잔 베퀴 뒤 바리 백작부인